# Cyrtodactylus phuquocensis
Espèce
Cyrtodactylus phuquocensis est une espèce de geckos de la famille des Gekkonidae.

## Répartition
Cette espèce est endémique de l'île Phú Quốc dans la province de Kiên Giang au Viêt Nam.

## Étymologie
Son nom d'espèce, composé de phuquoc et du suffixe latin -ensis, « qui vit dans, qui habite », lui a été donné en référence au lieu de sa découverte.

## Publication originale
- Tri, Grismer & Grismer, 2010 : A new species of Cyrtodactylus Gray, 1827 (Squamata: Gekkonidae) in Phu Quoc National Park, Kien Giang Biosphere Reserve, Southwestern Vietnam. Zootaxa, n. 2604, p. 37–51.